# Hennes & Mauritz
H & M Hennes & Mauritz AB, förkortat H&M och i svenskan ofta HM, är ett svenskt börsnoterat detaljhandelsföretag i klädbranschen med huvudkontor på Mäster Samuelsgatan 46 A i Stockholm. Företaget har omkring 171 000 anställda, cirka 4 745 butiker i 69 länder och e-handel i 43 länder. 2017 uppgick omsättningen till 210,4 miljarder SEK. Mätt i antalet butiker 2015 är H&M världens största butikskedja för kläder, före konkurrenterna Gap och Zara.

## Historia
Hennes & Mauritz grundades av Erling Persson, som öppnade den första butiken i Västerås 1947. Den hette då Hennes och sålde enbart damkläder. År 1968 köpte Erling Persson företaget Mauritz Widforss Handels AB som sålde jaktutrustning och herrkläder. Företaget kom då att byta namn till Hennes & Mauritz och sålde både herr- och damkläder.
Den första butiken utanför Sveriges gränser öppnade 1964 i Norge. År 1967 etablerade sig företaget i Danmark, som tredje försäljningsland. 1974 börsintroducerades H&M på Stockholmsbörsen. År 1976 öppnades den första H&M-butiken i Storbritannien, som 2006 passerade Sverige som H&M:s näst största marknad. H&M finns sedan 1978 i Schweiz och 1980 i Tyskland. Den tyska marknaden är idag överlägset störst och svarar för ungefär en tredjedel av försäljningen.
Hennes & Mauritz köpte 1980 det Boråsbaserade postorderföretaget Rowells. Mellan 1988 och 2000 drev H&M även lågpriskedjan Galne Gunnar.
Under 1990-talet expanderade klädkedjan till Belgien, Finland, Frankrike, Luxemburg, Nederländerna samt Österrike och 1998 startades internetförsäljning.
Den 31 mars 2000 öppnade H&M sin första butik utanför Europa på Fifth Avenue på Manhattan i New York i USA. Detta följdes av etablering i Spanien samma år, Italien, Polen, Portugal och Tjeckien 2003, Kanada och Slovenien 2004. I augusti 2004 öppnades H&M:s 1000:e butik, i Boulogne-sur-Mer i Frankrike.
År 2005 öppnades de första butikerna i Irland och Ungern samt på USA:s västkust i San Francisco. Ett år senare inledde H&M franchiseverksamhet i Mellanöstern, i Dubai och Kuwait. Franchising gäller endast i Mellanöstern och utökades till Qatar 2007, Bahrain, Egypten, Oman och Saudiarabien 2008 samt Libanon 2009.
H&M öppnade under 2007 en ny butikskedja – COS Collection of Style – med ett nytt modekoncept i ett högre prissegment för att locka nya kundgrupper. COS har huvudkontor i London. COS har expanderat internationellt och finns i Europa, Mellanöstern, Asien, Oceanien och Nordamerika.
Samma år öppnade H&M butiker i Hongkong och Shanghai, Kina, samt i Grekland och Slovakien.
Sedan våren 2008 äger H&M det svenska modeföretaget Fabric Scandinavien, som driver butikskedjorna Weekday och Monki. Fabric Scandinavien designar och säljer även flera egna modevarumärken, bland annat Cheap Monday.
I april 2008 utsåg Financial Times H&M till Europas starkaste varumärke före bland annat Carrefour och Ikea.
H&M öppnade under hösten 2008 två butiker i Tokyo, Japan. Våren 2009 skedde etablering i Ryssland och första butiken öppnades i Moskva.
År 2012 introducerades en ny butikskedja med namnet & other stories i ett högre prissegment än H&M:s vanliga butiker.
Den 1 augusti 2013 öppnade H&M internetförsäljning i USA.
I januari 2018 meddelade H&M att de startade den nya marknadsplatsen Afound där de skulle sälja rabatterade varor inom mode och livsstil.
I september 2018 meddelade H&M att de påbörjat ett globalt samarbete med betalteknikföretaget Adyen.

## Affärsidé och verksamhet
Företaget beskriver sin affärsidé som "mode och kvalitet till bästa pris på ett hållbart sätt" och har omkring 161 000 anställda och cirka 4 400 butiker i 64 länder; e-handel i 35 länder.

## Designsamarbeten
Under 2000-talets första årtionde uppmärksammades H&M för sitt samarbete med världskända designers och popstjärnor. 2004 gjorde Karl Lagerfeld en kollektion åt H&M, och 2005 var det Stella McCartneys tur. Påföljande år, 2006, gjordes en kollektion av Viktor & Rolf och hösten 2007 släpptes en kollektion av Roberto Cavalli. 2008 var det Rei Kawakubo som var gästdesigner och 2009 var det Matthew Williamson. Dessutom har popdrottningen Madonna samarbetat med H&M. Inför hennes The Confession Tour sommaren 2006 gjordes en specialdesignad "tracksuit" och våren 2007 släpptes kollektionen M by Madonna. H&M har även släppt en baddräktskollektion i samarbete med Kylie Minogue. Den 14 november 2009 lanserades en samarbetskollektion med Jimmy Choo. Nästa lansering ägde rum i början av december 2009 med designern och modehuset Sonia Rykiel som formgav en underklädskollektion åt H&M. Ett samarbetet med Lanvin släpptes under hösten 2010. Kollektionen bestod till stora delar av färgstarka festklänningar. 2011 gjorde Versace en kollektion för H&M som innehöll damkläder, herrkläder och heminredning. I slutet av november 2011 presenterade H&M att nästa designersamarbete skulle  bli med italienska Marni. Kollektionen släpptes den 6 mars 2012.
- Karl Lagerfeld, 2004
- Stella McCartney, 2005
- Viktor & Rolf, 2006
- Madonna, 2006 och 2007
- Roberto Cavalli, 2007
- Kylie Minogue, 2007
- Rei Kawakubo, 2008
- Matthew Williamson, 2009
- Jimmy Choo, 2009
- Sonia Rykiel, 2009
- Lanvin, 2010
- Elin Kling, 2011
- Versace, 2011
- Marni, 2012
- Maison Martin Margiela, 2012
- Isabel Marant, 2013
- Alexander Wang, 2014
- Balmain, 2015
- Kenzo, 2016
- Erdem, 2017
- Moschino, 2018[16]
- Giambattista Valli, 2019[17]

## Modell för julreklamen
Modeller som medverkat i H&M:s julreklam genom åren:
- 1990: Elle Macpherson, modell.
- 1991: Cindy Crawford, modell.
- 1992: Naomi Campbell, modell.
- 1993: Anna Nicole Smith, modell.
- 1994: Bridget Hall, modell.
- 1995: Joan Severance, skådespelare.
- 1996: Natasha Henstridge, modell.
- 1997: Georgina Grenville, modell, Sophie Dahl, modell.
- 1998: Kylie Minogue, sångare.
- 1999: Amber Valetta, modell.
- 2000: Claudia Schiffer, modell.
- 2001: Bridget Fonda, skådespelare.
- 2002: Izabella Scorupco, skådespelare.
- 2003: Naomi Campbell, modell, Angie Everhart, modell, Daniella Pestova, modell.
- 2004: Ingen underklädeskampanj.
- 2005: Ingen underklädeskampanj.
- 2006: Emmanuelle Béart, skådespelare.
- 2007: Isabeli Fontana, modell.

## Butiker

H&M globalt per 2012-09-02.

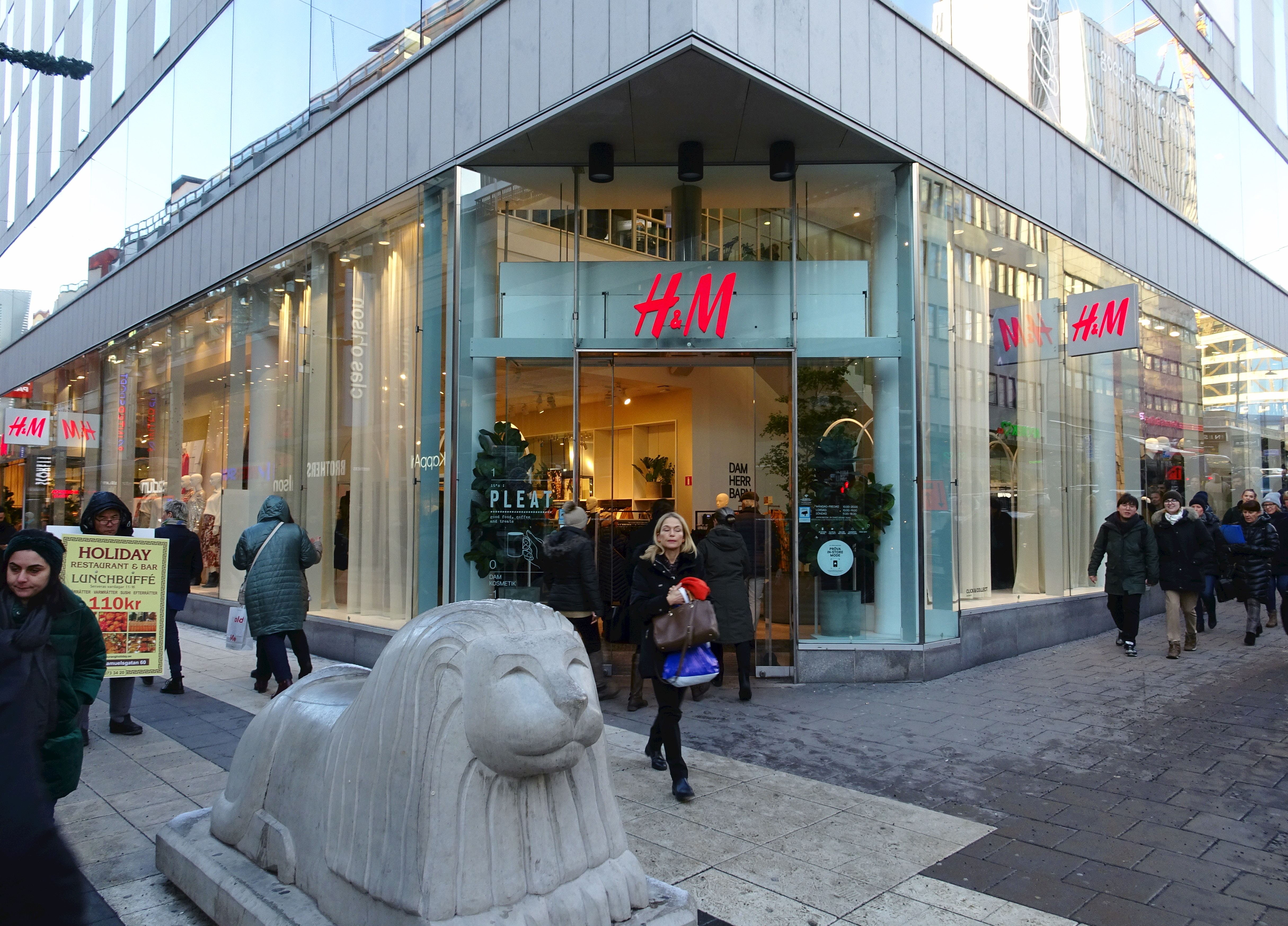
Stockholm (huvudkontor).

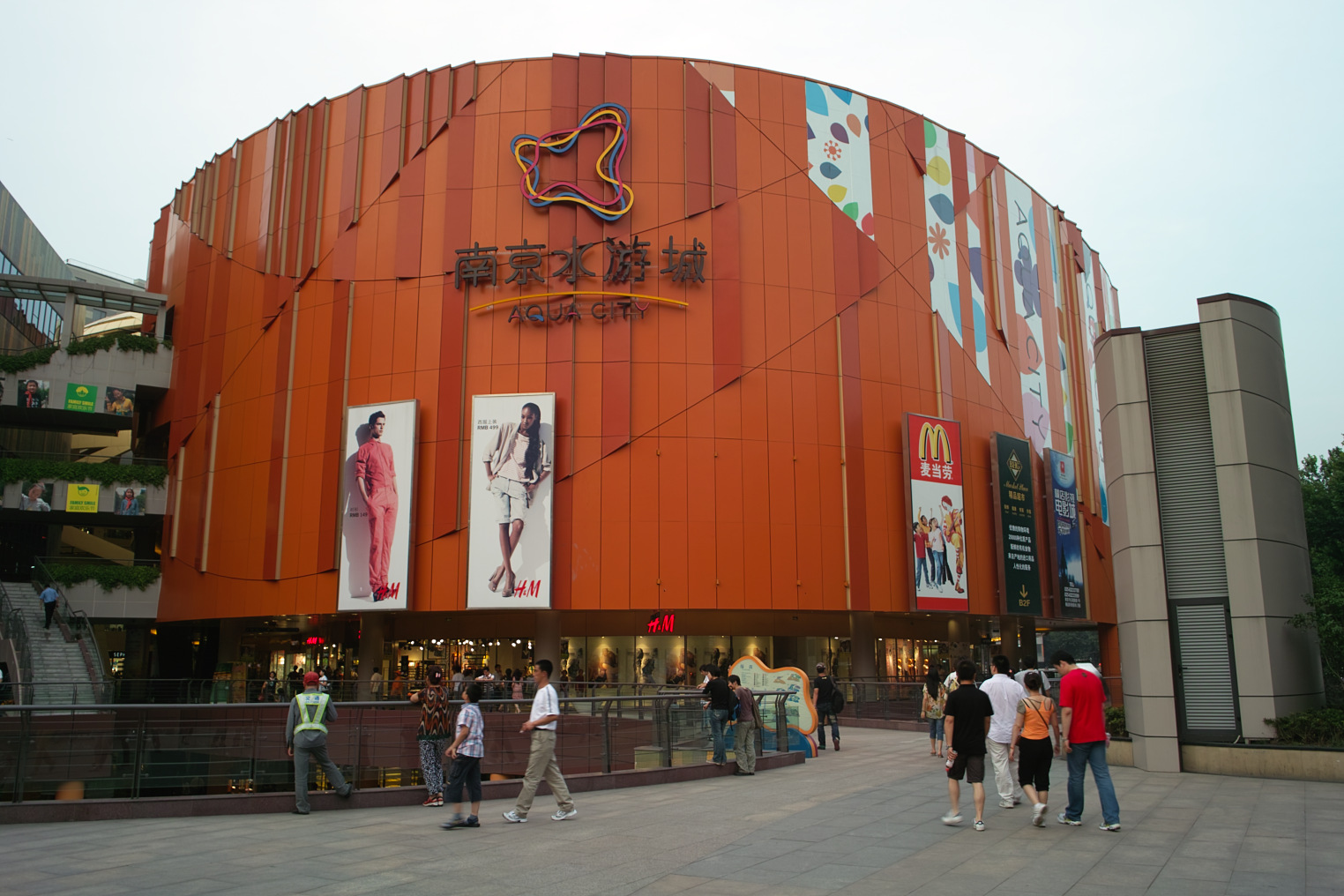
Nanjing, Kina.

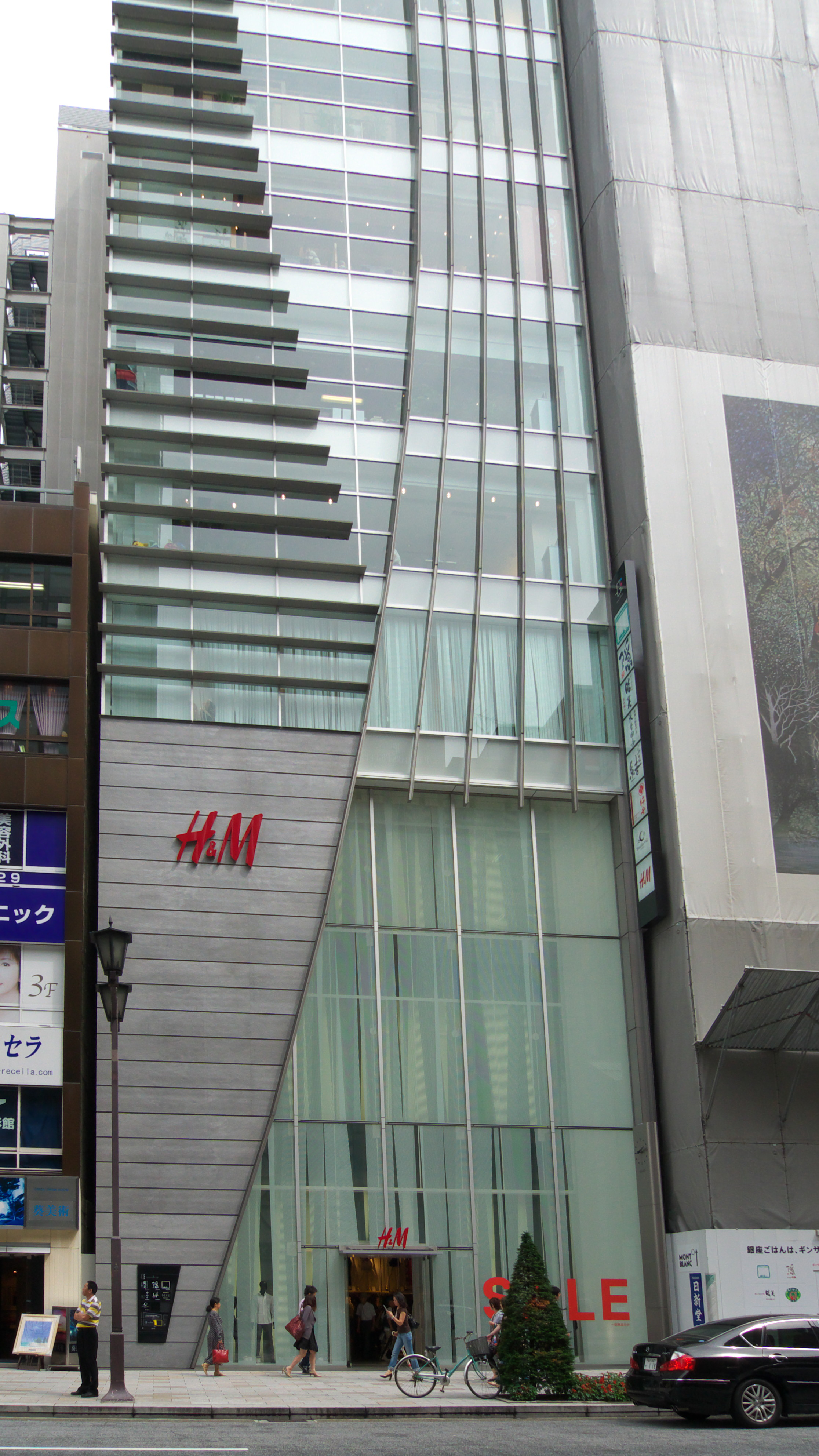
Tokyo, Japan.

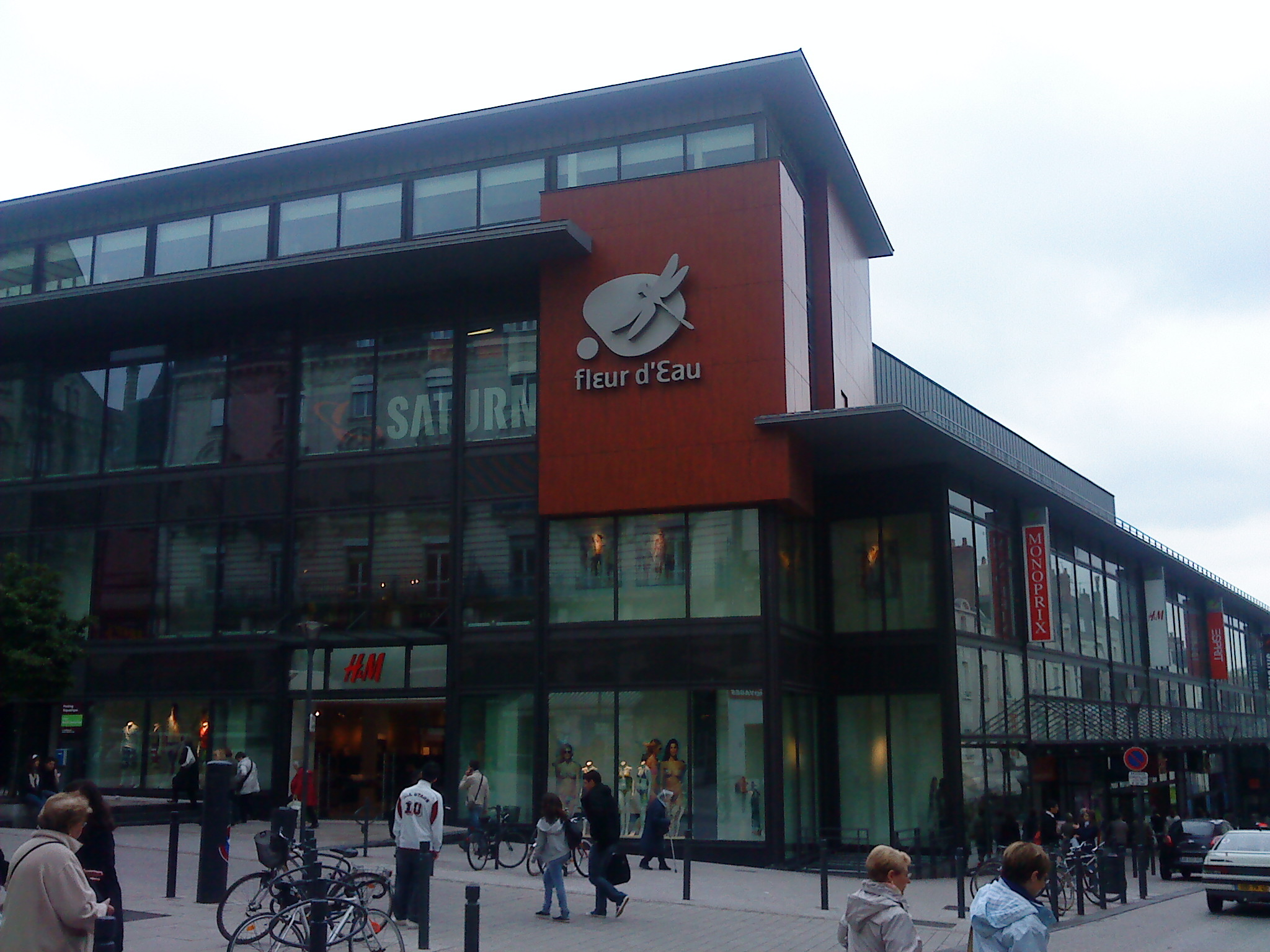
Angers, Frankrike.

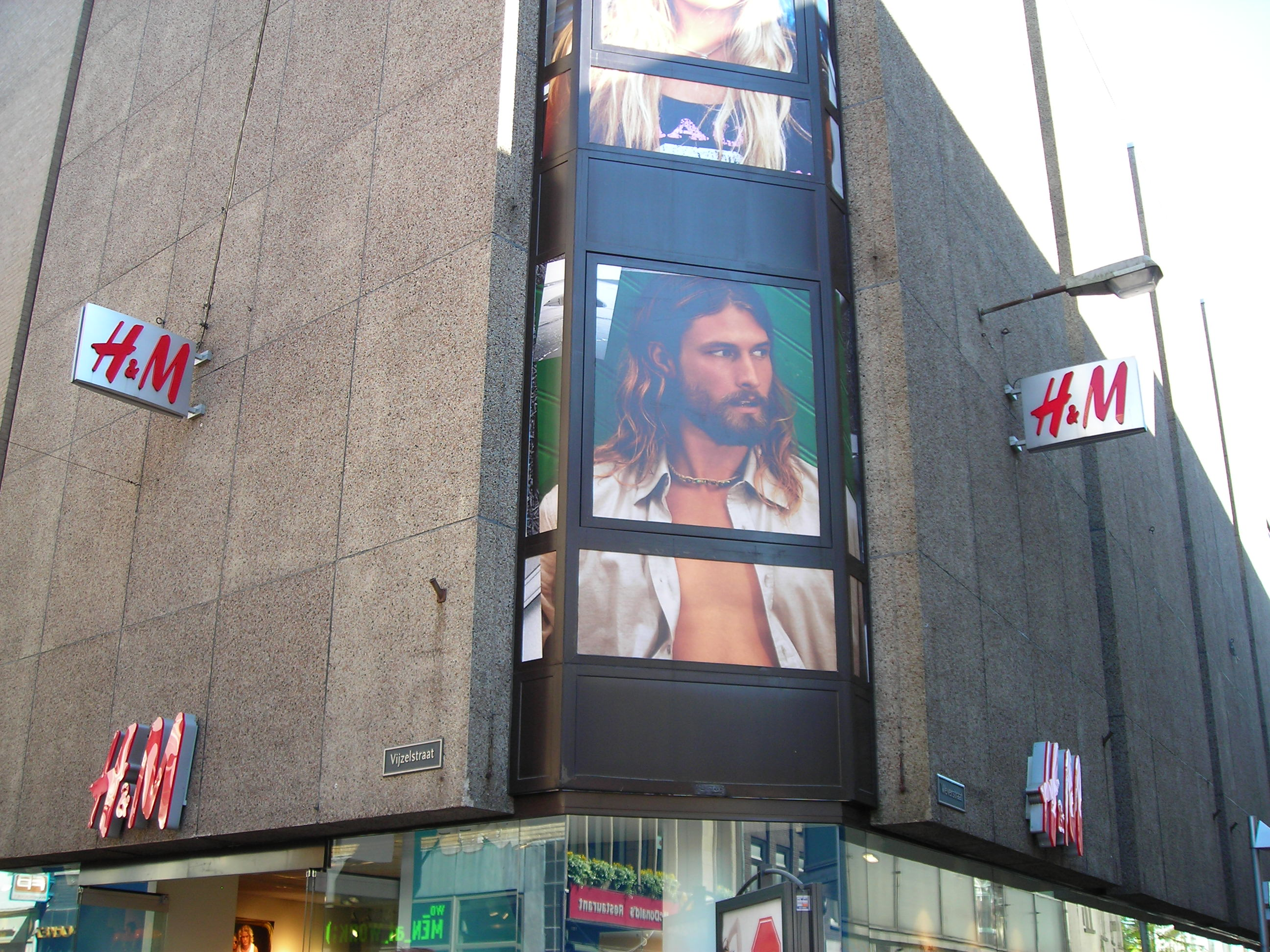
Arnhem, Nederländerna.

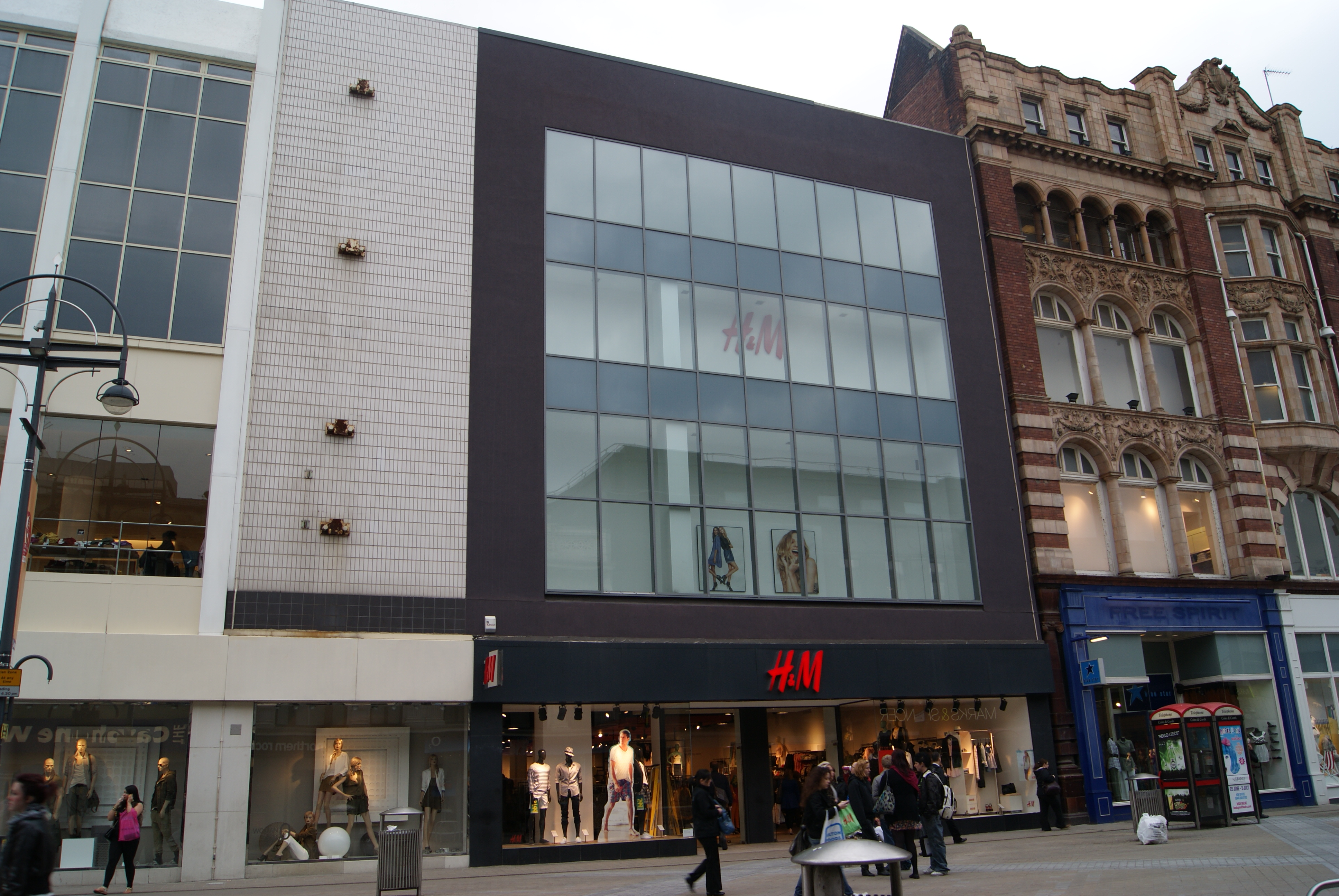
Leeds, England.

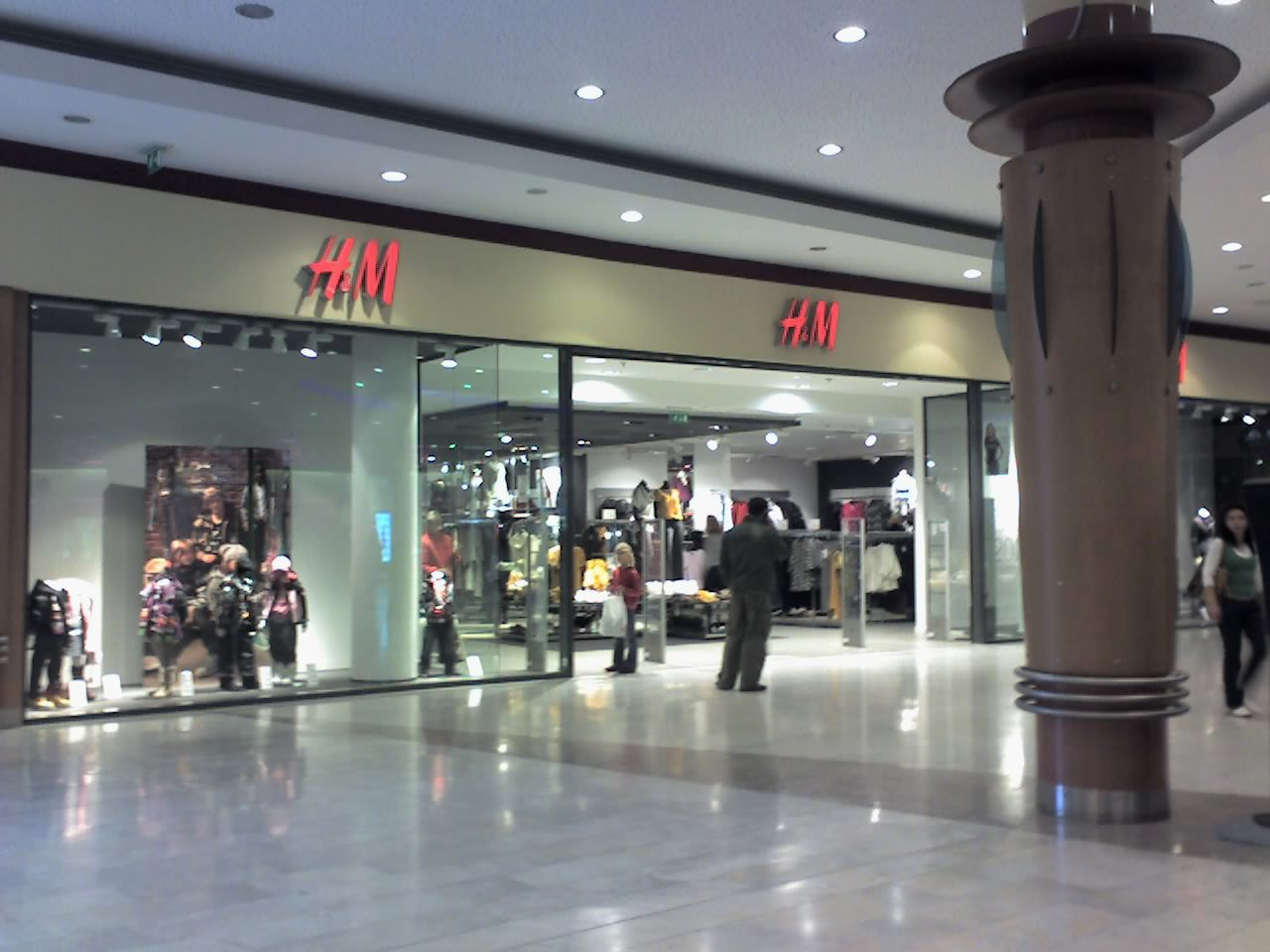
Prag, Tjeckien.

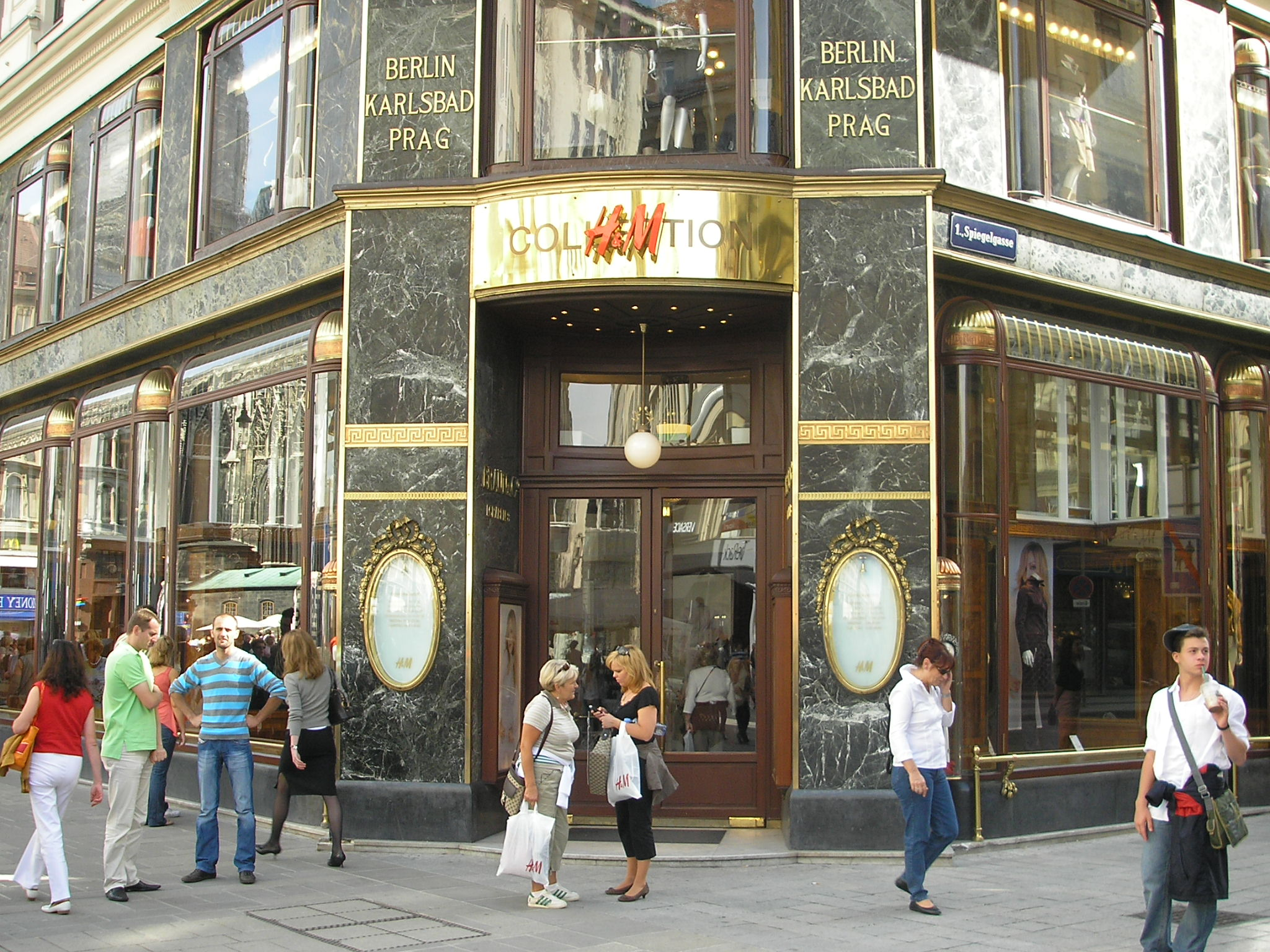
Wien, Österrike.

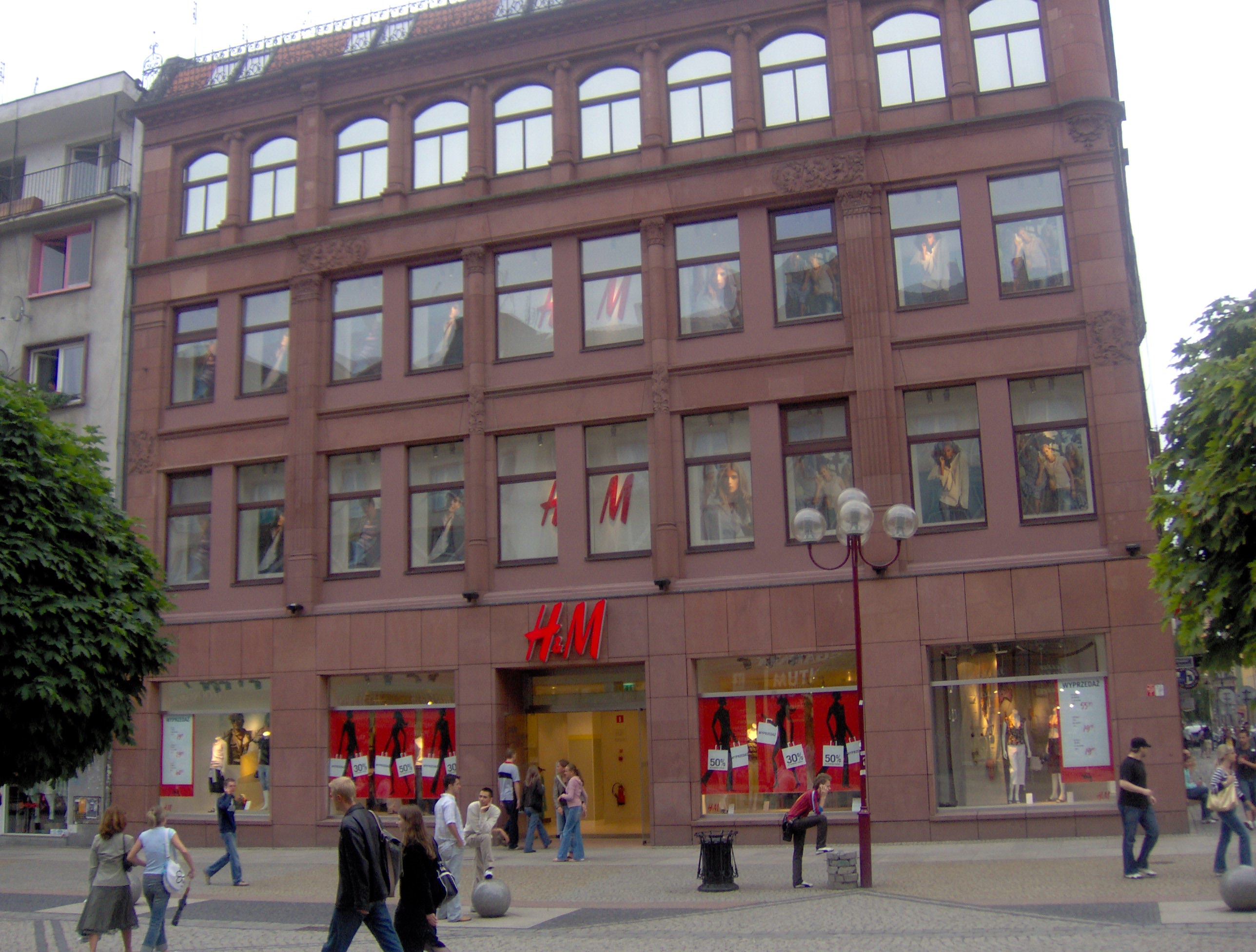
Wrocław, Polen.

Mätt i antalet butiker 2019 är H&M världens största butikskedja för kläder, före konkurrenterna Gap och Zara.
Källa: | Källa (franchisebutiker): | Per 2019-08-06 | * = Franchisebutiker

### Afrika
| Land       | Antal butiker | Försäljning        | Antal anställda |
| ---------- | ------------- | ------------------ | --------------- |
| Angola     | *             | *                  | *               |
| Egypten    | *             | *                  | *               |
| Marocko    | *             | *                  | *               |
| Moçambique | *             | *                  | *               |
| Sydafrika  | ▲ 17          | ▲ 890 miljoner SEK | ▲ 548           |
| Totalt     | 23st          | 890 miljoner SEK   | 548 anställda   |

### Asien
| Land                  | Antal butiker | Försäljning           | Antal anställda  |
| --------------------- | ------------- | --------------------- | ---------------- |
| Bahrain               | *             | *                     | *                |
| Filippinerna          | ▲ 32          | ▲ 1,037 miljarder SEK | ▲ 905            |
| Förenade arabemiraten | *             | *                     | *                |
| Hongkong              | ▬ 28          | ▼ 1,663 miljarder SEK | ▼ 965            |
| Indien                | ▲ 27          | ▲ 1,179 miljarder SEK | ▲ 1 329          |
| Indonesien            | *             | *                     | *                |
| Israel                | *             | *                     | *                |
| Japan                 | ▲ 82          | ▲ 4,819 miljarder SEK | ▼ 1 801          |
| Jordanien             | *             | *                     | *                |
| Kazakstan             | ▬ 3           | ▲ 177 miljoner SEK    | ▲ 182            |
| Kina                  | ▲ 506         | ▲ 11,03 miljarder SEK | ▲ 11 497         |
| Kuwait                | *             | *                     | *                |
| Libanon               | *             | *                     | *                |
| Macao                 | ▲ 2           | ▲ 135 miljoner SEK    | ▼ 63             |
| Malaysia              | ▲ 44          | ▲ 1,175 miljarder SEK | ▲ 803            |
| Oman                  | *             | *                     | *                |
| Qatar                 | *             | *                     | *                |
| Saudiarabien          | *             | *                     | *                |
| Singapore             | ▬ 13          | ▼ 961 miljoner SEK    | ▲ 540            |
| Sydkorea              | ▲ 41          | ▲ 1,988 miljarder SEK | ▲ 1 160          |
| Taiwan                | ▲ 12          | ▲ 778 miljoner SEK    | ▼ 370            |
| Vietnam               | ▬ 2           | ▲ 70 miljoner SEK     | ▲ 102            |
| Totalt                | 740 st        | 25,555 miljarder SEK  | 20 065 anställda |

### Europa
| Land           | Antal butiker | Försäljning            | Antal anställda  |
| -------------- | ------------- | ---------------------- | ---------------- |
| Belgien        | ▲ 165         | ▲ 6,555 miljarder SEK  | ▲ 6 425          |
| Bulgarien      | ▲ 20          | ▲ 697 miljoner SEK     | ▲ 366            |
| Cypern         | ▲ 1           | ▲ 96 miljoner SEK      | ▲ 68             |
| Danmark        | ▲ 205         | ▲ 5,886 miljarder SEK  | ▲ 5 013          |
| Estland        | ▲ 10          | ▲ 419 miljoner SEK     | ▲ 245            |
| Finland        | ▲ 64          | ▼ 2,838 miljarder SEK  | ▲ 1 195          |
| Frankrike      | ▲ 240         | ▲ 13,658 miljarder SEK | ▲ 5 943          |
| Georgien       | ▬ 1           | ▲ 8 miljoner SEK       | ▲ 68             |
| Grekland       | ▬ 35          | ▲ 1,954 miljarder SEK  | ▲ 1 186          |
| Irland         | ▲ 24          | ▲ 1,142 miljarder SEK  | ▼ 442            |
| Island         | ▬ 2           | ▲ 94 miljoner SEK      | ▲ 20             |
| Italien        | ▲ 175         | ▲ 9,18 miljarder SEK   | ▲ 5 118          |
| Kroatien       | ▬ 15          | ▲ 856 miljoner SEK     | ▼ 332            |
| Lettland       | ▬ 8           | ▲ 395 miljoner SEK     | ▲ 305            |
| Litauen        | ▲ 9           | ▲ 393 miljoner SEK     | ▲ 226            |
| Luxemburg      | ▬ 10          | ▼ 463 miljoner SEK     | ▲ 159            |
| Nederländerna  | ▬ 145         | ▼ 7,484 miljarder SEK  | ▼ 2 636          |
| Norge          | ▲ 260         | ▲ 6,162 miljarder SEK  | ▲ 5 552          |
| Polen          | ▲ 175         | ▲ 5,412 miljarder SEK  | ▲ 6 649          |
| Portugal       | ▲ 32          | ▲ 1,316 miljarder SEK  | ▲ 848            |
| Rumänien       | ▲ 56          | ▲ 2,357 miljarder SEK  | ▲ 1 078          |
| Ryssland       | ▲ 134         | ▲ 5,709 miljarder SEK  | ▲ 2 724          |
| Schweiz        | ▲ 100         | ▼ 5,909 miljarder SEK  | ▼ 1 928          |
| Serbien        | ▲ 12          | ▲ 435 miljoner SEK     | ▲ 195            |
| Slovakien      | ▲ 22          | ▲ 739 miljoner SEK     | ▲ 316            |
| Slovenien      | ▲ 13          | ▲ 551 miljoner SEK     | ▲ 162            |
| Spanien        | ▲ 185         | ▲15,14 miljarder SEK   | ▲ 5 114          |
| Storbritannien | ▲ 292         | ▼ 14,58 miljarder SEK  | ▼ 7 565          |
| Sverige        | ▼ 140         | ▲ 10,488 miljarder SEK | ▲ 14 460         |
| Tjeckien       | ▲ 50          | ▲ 1,619 miljarder SEK  | ▲ 1 121          |
| Turkiet        | ▲ 70          | ▲ 3,226 miljarder SEK  | ▲ 3 305          |
| Tyskland       | ▲ 463         | ▼ 36,789 miljarder SEK | ▲ 14 504         |
| Ungern         | ▲ 45          | ▲ 1,778 miljarder SEK  | ▲ 750            |
| Österrike      | ▲ 86          | ▲ 5,591 miljarder SEK  | ▲ 1 955          |
| Totalt         | 2 454 st      | 150,12 miljarder SEK   | 66 555 anställda |

### Nordamerika

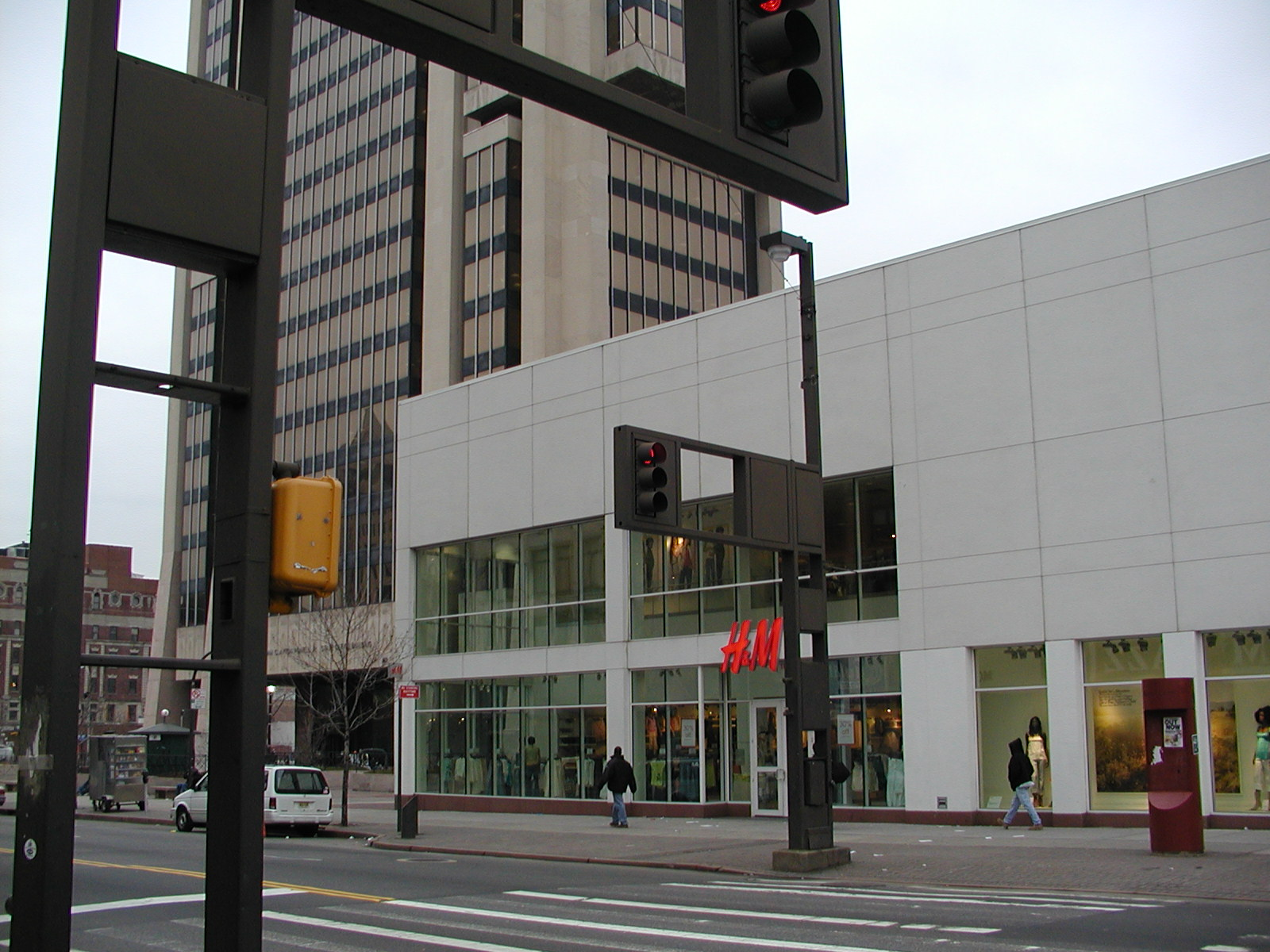
Harlem, New York, USA.

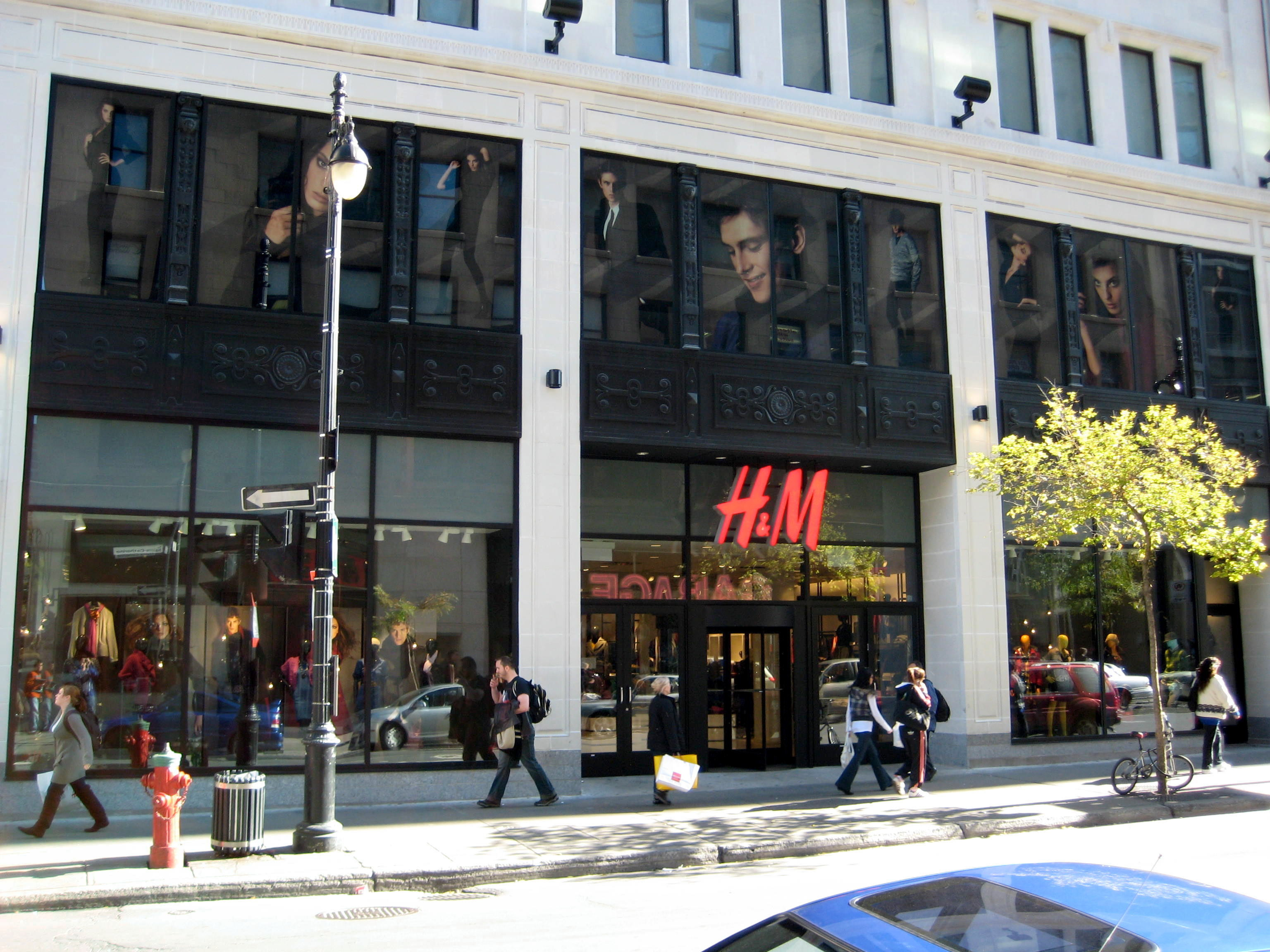
Montréal, Québec, Kanada.

| Land        | Antal butiker | Försäljning            | Antal anställda  |
| ----------- | ------------- | ---------------------- | ---------------- |
| Kanada      | ▲ 91          | ▲ 4,789 miljarder SEK  | ▲ 1 823          |
| Mexiko      | ▲ 37          | ▲ 2,307 miljarder SEK  | ▲ 1 534          |
| Puerto Rico | ▲ 2           | ▲ 101 miljoner SEK     | ▲ 51             |
| USA         | ▲ 536         | ▲ 27,807 miljarder SEK | ▲ 13 248         |
| Totalt      | 666 st        | 35,004 miljarder SEK   | 16 656 anställda |

### Oceanien
| Land        | Antal butiker | Försäljning           | Antal anställda |
| ----------- | ------------- | --------------------- | --------------- |
| Australien  | ▲ 32          | ▲ 2,621 miljarder SEK | ▲ 1 107         |
| Nya Zeeland | ▲ 3           | ▲ 210 miljoner SEK    | ▲ 215           |
| Totalt      | 35 st         | 2,831 miljarder SEK   | 1 322 anställda |

### Sydamerika
| Land     | Antal butiker | Försäljning           | Antal anställda |
| -------- | ------------- | --------------------- | --------------- |
| Chile    | ▲ 8           | ▲ 1,244 miljarder SEK | ▲ 721           |
| Colombia | ▬ 3           | ▲ 200 miljoner SEK    | ▲ 273           |
| Peru     | ▲ 8           | ▲800 miljoner SEK     | ▼ 657           |
| Totalt   | 19 st         | 2,567 miljarder SEK   | 1 651 anställda |

### Franchise
| Länder | Antal butiker | Försäljning           | Antal anställda |
| --- | ------------- | --------------------- | --------------- |
| Bahrain · Egypten · Förenade arabemiraten · Indonesien · Israel · Jordanien · Kuwait · Libanon · Marocko · Oman · Qatar · Saudiarabien | ▲ 219         | ▲ 4,947 miljarder SEK | ▲ 914           |
| Totalt | 219 st        | 4,947 miljarder SEK   | 914 anställda   |

## Hållbar utveckling
En undersökning från Greenpeace 2011 visade att 4 av 6 testade H&M-klädesplagg innehöll kemikaliegruppen nonylfenoletoxylater, som i vatten omvandlas till det mycket giftiga ämnet nonylfenol. Efter en publik kampanj riktad mot H&M, meddelade företaget att de kommer att fasa ut användningen av alla farliga kemikalier ur hela produktionskedjan senast till 2020. H&M åtog sig även att se till att deras underleverantörer offentliggör vilka farliga kemikalier som släpps ut från de fabriker där kläderna produceras. 2011 svimmade 300 arbetare på grund av att de andades in giftiga kemikalier i en av H&Ms fabriker i Kambodja som var utrustad med undermålig ventilation.

### Barnarbete
H&M har genom åren kritiserats av fackliga organisationer, människorättsorganisationer och fått kritik av journalister som granskat situationen i H&M:s fabriker i Asien. Det har rapporterats om att H&M:s fabriker använder sig av barnarbetare i sin produktion i utvecklingsländer som Kambodja och Myanmar, i ett fall rapporterades det att barn från Myanmar arbetat 14 timmar om dagen. Rapporter om tvångsarbete har även förekommit. I en nyhetsartikel i Expressen från augusti 2016 anger företaget att de har en sträng egen uppförandekod som säger att barnarbete inte får förekomma och lagar för anställda under 18 år ska följas och enligt företaget "satsar [de] på hållbarhet och jobbar för att bli mer transparenta".

#### Miljömässigt ansvarstagande
Företaget producerar årligen en hållbarhetsrapport (Conscious Actions Sustainability Report) som pekar på deras utveckling och förbättringar. I rapporten redogörs för handlingar samt program för en hållbar utveckling. Hållbar utveckling benämns även som Corporate Social Responsibility (CSR). H&M har nyligen startat en kampanj som heter Don't let fashion go to waste. Kampanjen innebär att samtliga H&M-butiker skall ha en återvinningslåda där använda, slitna och/eller omoderna textilier/kläder insamlas för återanvändning, i retur får kunden en rabattkupong till inhandling av nya kläder. Detta har gjorts eftersom mycket av textilierna/kläderna faktiskt kan återanvändas, det är också ett sätt för H&M att ta ansvar för miljön.
H&M har länge kritiserats för att deras klädesplagg innehåller farliga kemikalier. Kemikalierna som används är farliga för arbetarnas hälsa och för miljön. I företagets årliga hållbarhetsrapport står det om deras utveckling och förbättringar gällande klädproduktionen ur ett miljöperspektiv. I rapporten står det även om deras planer och program för en hållbar utveckling och en miljövänligare klädproduktion, bland annat att de 2021 hade en minskning på 27,8 % av plastförpackningar.
2022 gjorde Staffan Lindberg och Lotte Fernvall på Aftonbladet en granskning av H&M. De åkte till staden Dhaka i Bangladesh för att undersöka hur det ser ut i Bangladeshs fabriker och hur utsläppet från fabrikerna påverkar invånarna och landets ekosystem. De gjorde granskningar på elva av H&M:s fabriker i Bangladesh tillsammans med en lokal miljöjournalist. I Dhaka intervjuade de en mängd olika människor såsom miljöaktivister, forskare, fabriksanställda och närboende för att lära sig om situationen från olika perspektiv. De skriver i granskningsrapporten att Bangladesh har blivit världens centrum för masstillverkning av kläder efter Kina. Bangladesh har även billigt vatten, vilket är anledningen till att stora företag som H&M väljer att tillverka sina kläder där. H&M:s fabriker förstör vattnet i Bangladesh trots att det är olagligt. 2010 införde landet en lag som kräver att fabriker som färgar och tvättar kläder måste rena sitt avloppsvatten regelbundet eftersom föroreningarna annars går ut i naturen. Enligt rapporten har det bangladeshiska ekosystemet kollapsat på grund av kemikalierna som används i dessa fabriker. Invånarna berättar att man för några år sedan kunde se flodens botten och att det fanns massor med fisk; nu har allt dött och vattnet är svart. De berättar även att det svider i ögonen och brinner till i bröstet när de närmar sig floden på grund av den höga graden av förorening. En invånare berättar hur en av hans kor gick ner till floden för att dricka och sedan kollapsade och avled; detta fick dem att inse hur allvarliga föroreningarna i floderna är. I H&M:s policy står det att kunder som köper kläder av dem kan vara säkra på att varje plagg är tillverkat på ett hållbart och miljövänligt sätt. Det står även att de tillverkas i fabriker som respekterar människor och miljön.

### H&M:s 7 ståndpunkter
H&M har satt upp 7 ståndpunkter som de arbetar för att upprätthålla. 
1. Erbjuda mode för medvetna kunder
2. Välja och belöna ansvarstagande partners
3. Vara etiska
4. Klimat-smarta
5. Reducera, återanvända, recirkulera
6. Använda naturresurser på ansvarsfullt sätt
7. Styrka samhällen[36]

### H&M Foundation och Global Change Award
I samband med företagets 60-årsjubileum år 2007 grundade ägarfamiljen (Stefan Persson med flera) stiftelsen H&M Conscious Foundation med en donation på drygt 1 miljard kronor. Sedan år 2002 hade företaget samverkat bland annat med organisationen WaterAid för att bistå med rening och tillgängliggörande av dricksvatten i världens vattenfattiga regioner och detta samarbete har fortsatt via denna stiftelse kompletterat av ytterligare samarbetsparter. 2015 valde man att förenkla dess namn till H&M Foundation. 2013 utlyste stiftelsen en förfrågan till allmänheten att rösta på tre huvudområden för stiftelsens vidare verksamhetsinriktning, vilket resulterade i områdena för hållbar textilåtervinning, vatten och jämställdhet. Dessutom har stiftelsen en extrafond för olika nödhjälpsinsatser i världen och stödjer utbildningsprojekt.
Tillsammans med Hongkongs myndigheters fond för textilforskning och The Hong Kong Research Institute of Textiles and Apparel (HKRITA) inledde stiftelsen ett flerårigt forskningsprojekt för att finna tekniker för återvinning av kläder av blandade textiltyper. År 2015 skapade man även det internationella utvecklingspriset Global Change Award, som sedan våren 2016 årligen i Stockholm utdelar ett pris på 1 miljon euro till fem individer/grupper med innovativa lösningar eller forskningsprojekt inom området textilåtervinning och hållbar miljöutveckling. Utöver en internationell expertjury får allmänheten i världen även här rösta på ett årligt urval av nominerade kandidater till priset.

## Kritik mot H&M:s reklam
Tidigare genomförde H&M en reklamkampanj med kända kvinnliga modeller, skådespelare och sångare klädda i H&Ms damunderkläder nästan varje jul. Dessa kampanjer har väckt kraftig kritik. Kritikerna har betraktat kampanjerna som kvinnoförnedrande och pornografiska, det har även hävdats att vissa affischer utgjort en trafikfara. Förutom julreklamerna har kritik riktas mot andra reklamkampanjer, exempelvis som rör barnkläder som föräldrar ansett sexualiserar barn. Även H&M:s kollektion för "plus-size" har mött kritik för att modellerna snarare betraktats som normalviktiga än överviktiga. Kritiken om osunda kroppsideal slår H&M ifrån sig enligt Nyheter24 i en artikel från 6 september 2017. Den PR-ansvarige svarar att i "H&M+-sortimentet jobbar vi med många olika modeller för att visa upp en variation och inspirera våra kunder till vårt senaste mode". Angående sexualiserande barnkläder (korta shorts till tjejer) svarar H&M att debatten i Sverige kring dessa frågor ser annorlunda ut än "på andra sidan jordklotet" och understryker att det inte är någon ursäkt men att deras globala engagemang komplicerar frågan än om de bara funnits i Sverige.

## Kritik mot H&M:s arbetsvillkor och övervakning av personal
H&M:s anställda har kritiserat företaget för osäkra anställningar och en kultur där personalen förväntas säga Ja och inte ifrågasätta ledningen. I boken The Big Boss från 2019 vittnar företagets personal om stress, privata hälsoregister och minimala jobbgarantier. Tyska datainspektionen inledde 2019 en utredning om otillåten datainsamling av anställdas privatliv där H&M riskerar böter. Även i Sverige kan H&M ha personalakter med känsliga uppgifter. En anställd berättar till SVT Nyheter att hon hittade en personakt på 200 sidor som företaget samlat om henne. H&M:s VD Helena Helmersson vill varken dementera eller bekräfta påståendena om att företaget lagrar känsliga personuppgifter. Helmersson menar att företaget självklart ska följa gällande lagar vad gäller lagring av personuppgifter.
Tidigare har företaget även tagit emot hård kritik från samhället och dess konsumenter. 2013 var företaget en av världens största köpare av kläder och produkter tillverkade i Bangladesh. Detta gjorde att flera konsumenter och företagets omgivning kritiserade företaget och dess moral, främst på grund av flera granskningar av förhållandena i dessa textilfabriker, då de var undermåliga med låg säkerhet och dåliga arbetsförhållanden. Brandvarnare och evakueringsmöjligheter saknades och konstruktionen av de pelare och balkar som höll upp fabriken var inte klar, varför de inte var tillräckligt stabila för att vistas kring. Ändå skedde produktion tätt in till dessa konstruktioner. Även arbetarnas lön kritiserades.
Leverantörernas fabriker i Bangladesh hävdas betala en lön på drygt 800 kr i månaden, vilket inte är en rimlig lön att kunna leva på. Denna lön är ungefär hälften av vad landets fackförbund anser att en människa behöver för att ha råd med ordentlig mat, sjukvård för sig och sina barn, boende samt rättvisa levnadsvillkor under vardagen. Vardagen blir även begränsad då både tid och lön inte gör det möjligt att träffa släkt och familj som vistas på en annan plats.

### H&M:s bemötande
När det gäller kritiken som är riktad gentemot de arbetade i fabrikerna och dess lön, var målsättningar och förbättringar i samband med arbetarnas arbetsvillkor inte självklara. Företaget H&M vill hantera situationen och lyckas med ett rättvist lönesystem på plats, med det menar de att lön ska styras av erfarenhet. Och att de i samband med detta ska kunna slå fast hur mycket arbetarna ska tjäna så att inga orättvisor eller utnyttjande av arbetsgivarna kan uppkomma.

## Kritik mot H&M:s hantering av defekta varor (Sverige)
Kritik har även riktats 2017, då H&M som företag hävdat att defekta samt varor som inte blivit sålda i efterhand blir skänkta till välgörenhetsorganisationer såsom Oxfam, Caritas, Röda Korset samt Terre des hommes. ”Kläder som inte håller för våra kvalitetskrav skänks till välgörenhetsorganisationer såsom Oxfam, Caritas, Röda korset samt Terre des hommes” var budskapet på klädkedjans webbplats. Välgörenhetsorganisationerna i fråga säger sig i samtal inte ha tagit emot några överblivna varor från H&M. H&M menar att uppgifterna på den egna webbplatsen var inaktuella och att de skall se över dem, men hävdar samtidigt att varor har skänkts till exempelvis Caritas men i andra länder än Sverige då det är ett globalt företag.

## Verkställande direktörer
- Erling Persson, 1947–1982
- Stefan Persson, 1982–1998
- Fabian Månsson, 1998–2000
- Rolf Eriksen, 2000–2009
- Karl-Johan Persson, 2009–2020
- Helena Helmersson, 2020[54]–2024[55]
- Daniel Ervér, 2024–

## Samarbete med högskolor och universitet
Företaget är en av de främsta medlemmarna, benämnda Capital Partners, i Handelshögskolan i Stockholms partnerprogram för företag som bidrar finansiellt till Handelshögskolan i Stockholm och nära samarbetar med den vad gäller utbildning och forskning.